# Bonnemazon
Bonnemazon település Franciaországban, Hautes-Pyrénées megyében. Lakosainak száma 71 fő (2022. január 1.). Bonnemazon Artiguemy, Bourg-de-Bigorre, Castillon, Cieutat, Mauvezin és Benqué-Molère községekkel határos.

## Népesség
A település népességének változása:
| Lakosok száma | 72   | 66   | 65   | 64   | 64   | 64   | 68   | 69   | 71   |
|               | 2013 | 2015 | 2016 | 2017 | 2018 | 2019 | 2020 | 2021 | 2022 |